# GPS-2R 1
GPS-2R 1 – satelita nawigacyjny mający wejść w skład systemu Global Positioning System, pierwszy wystrzelony satelita serii GPS Block 2R (mimo iż był to drugi wyprodukowany satelita tej serii), utracony wskutek katastrofy startu rakiety nośnej 17 stycznia 1997. Wartość satelity oszacowano na ok. 40 milionów dolarów amerykańskich.
Start satelity miał miejsce 17 stycznia 1997 o 16:28 UTC na wyrzutni LC-17A na przylądku Canaveral, przy użyciu rakiety Delta II w konfiguracji 7925. 13 sekund po starcie aktywował się system automatycznego przerwania startu, który doprowadził do zniszczenia centralnego członu rakiety i silników pomocniczych. 8 sekund później kontrola naziemna dokonała zniszczenia górnych członów rakiety, sam satelita wraz z osłoną aerodynamiczną prawdopodobnie przetrwały eksplozję i spadły do Oceanu Atlantyckiego.
Wybuch rakiety spowodował rozrzut szczątków do oceanu oraz na teren kompleksu startowego, wywołując pożar na platformie startowej oraz niszcząc 20 samochodów stojących na parkingu w pobliżu blokhauzu, gdzie znajdowała się kontrola naziemna. Inne fragmenty rakiety uszkodziły biegnącą od platformy startowej wnękę z przewodami, powodując wdarcie się dymu do wnętrza blokhauzu. Mieszkańcy okolicznych terenów zostali poinformowani o konieczności pozostania w domu ze względu na silnie trujące opary paliwa rakietowego unoszące się w powietrzu.
Jak ustalono w drodze śledztwa, przyczyną nieudanego startu był uszkodzony 2. silnik pomocniczy GEM-40, na którego obudowie pojawiło się pęknięcie, które w 12. sekundzie lotu doprowadziło do rozerwania obudowy silnika i uszkodzenia sąsiadującego silnika nr 8, co doprowadziło później do uruchomienia systemu automatycznego przerwania startu. Ustalono, że silnik pomocniczy uległ uszkodzeniu przez urządzenia transportowe na platformie startowej. Po zakończeniu śledztwa naniesiono niezbędne poprawki, a także wprowadzono system kontroli silników przy użyciu ultradźwięków.
Start satelity był jednocześnie ostatnim startem Delty II obsługiwanym z użyciem blokhauzu kompleksu nr 17. Późniejsze starty były obsługiwane z wykorzystaniem budynku centrum kontrolnego, zakładającego również obsługę startów rakiet Delta III, oddalonego od wyrzutni o około 3 km.